# Mobilfizetés
A mobilfizetés vagy mobil pénztárca egy olyan fizetési szolgáltatás, amelyet mobileszközök segítségével vesznek igénybe. A mobillal fizetők készpénz vagy bankkártya használata helyett a mobiltelefonjukkal fizetnek különböző szolgáltatásokért, kézzel fogható vagy digitális terjesztésű árukért.
A hordozható, személyes használatban lévő elektronikus eszközzel történő fizetés ötlete nem új, azonban a műszaki fejlődésnek köszönhetően csak az utóbbi időben vált széles körben alkalmazhatóvá. A mobileszközök (okostelefonok) fejlődése lehetővé tette, hogy az egyre összetettebb, egyre többet tudó mobiltelefonok egyre olcsóbbak legyen, így egyre több ember használja azokat. A kommunikációs technológia fejlődése révén egyre nagyobb sávszélesség és ennek folyományaként egyre több adat áll az eszközök rendelkezésére. A közösségi szoftverek funkcionális értelemben adtak sokat a mobilfizetéshez. Végül a felhő alapú számítástechnika térhódítása hozzájárult ahhoz, hogy a szolgáltatást olyan háttér-infrastruktúra szolgálja ki, ami könnyen skálázható, vagyis a szükséges kapacitásokat dinamikusan lehessen a növekvő igényekhez igazítani.
Funkcionális szempontból, az alkalmazott technológia szerint a megoldások a következőképpen csoportosíthatóak:
- Bankkártyás fizetések modernizálása, kiegészítése: Számos megoldás született az elmúlt években a hagyományos bankkártyás fizetés „felvirágoztatására”, a tranzakciók számának, volumenének növelésére. A bankkártyát, mint fizetőeszközt megreformáló törekvéseken túl (mint például az online vásárlást támogató webkártya vagy az érintésmentes fizetést lehetővé tévő PayPass / PayWave) kétféle mobilfizetési megközelítéssel találkozunk.

1. Az egyik esetben a mobileszközre telepített alkalmazás regisztrációkor elkéri a bankkártya adatait, és azt a különböző online (többnyire QR-kódban továbbított) fizetési helyzetekben használja. (Ilyen megoldást jellemzően kártyatársaságok szoktak fejleszteni Magyarországon. Például: Mastercard - Masterpass).
2. A másik esetben maga a mobileszköz „lép elő” kártyává, és a saját, beépített, érintésmentes adatátvitelt biztosító (ún. NFC) eszközét használja a POS terminálokon. Mindkét esetben maga a tranzakció lényegében a hagyományos bankkártyás eljárásrend szerint bonyolódik le, illetve annak infrastruktúrájára épül. Amellett, hogy felhasználói szemmel modernebb, praktikusabb fizetést tesznek lehetővé, számos fontos problémára nem adnak választ: ehhez is kell a meglehetősen drágán fenntartható infrastruktúra és a kedvezményezett adott esetben csak napok múlva jut a pénzéhez. Ráadásul mindenképpen bankkártya szükséges hozzá, annak minden költségével együtt, és magánszemélyek nem használhatják egymás közötti fizetésre. Jelenleg Magyarországon az alábbiak érhetőek el: GRÁNIT Pay, MKB Pay Archiválva 2017. december 10-i dátummal a Wayback Machine-ben, Simple by OTP Archiválva 2017. július 29-i dátummal a Wayback Machine-ben,K&H mobiltárca, Telenor MobilPass Archiválva 2017. március 23-i dátummal a Wayback Machine-ben[1] és 2019. május 21-től pedig az Apple Pay

- Pénzintézeti mobilalkalmazások: Több hazai pénzintézetnél is mobil fizetési megoldás fejlesztésbe kezdtek. Ezen fejlesztések célja többnyire a saját ügyfélállomány és az ügyfelek által végzett tranzakciók promóciója. A megoldások lényegében leegyszerűsítik, és mobil eszközre helyezik a hagyományos banki átutalást. Hátrányuk, hogy a használatukhoz az adott pénzintézetnél vezetett bankszámla szükséges, és – mivel banki átutalás van a háttérben – átfutási ideje miatt nem használható azonnali fizetésre.
- Elektronikus pénz (e-pénz) szolgáltatók: Az e-pénz kibocsátás az EU-ban engedélyköteles tevékenység, Magyarországon a „Hitelintézetekről és a pénzügyi vállalkozásokról” szóló törvény (Hpt.) hatálya alá tartozik, mint pénzügyi szolgáltatás. Az e-pénz szolgáltatók többnyire saját elszámolási rendszert üzemeltetnek, amelyek végrehajtják a pénzügyi tranzakciókat és nyilvántartják a felhasználók egyenlegeit. Ezt nagy vonalakban úgy kell elképzelni, mint egy banki számlavezető rendszert, lényegesen leegyszerűsített funkcionalitással. A mobilfizetők ebben a megoldásban az ismert és használt módokon, módszerekkel (átutalás, készpénzbefizetés, kártyás vásárlás) ún. e-pénzt vásárolnak a kibocsátótól, és azt a számlájukon helyeztetik el. Ezután az egyenleg terhére fizetési megbízásokat adhatnak mobiltelefonjuk segítségével. Az egyenlegfeltöltés nehézségein túllendülve ez a megoldás kiküszöböli az előzőekben említett hátrányokat, ugyanis magánszemélyek között és vásárláskor is lehetővé teszi az azonnali fizetést, emellett a szükséges infrastruktúra is alacsony költségigényű, hiszen a fizetéshez használt eszközök (mobiltelefonok) a felhasználók tulajdonában vannak, a kommunikáció pedig az interneten történik.

A mobilfizetési szolgáltatás az Európai Unióban pénzügyi szabályozás alatt áll.